# Mouthoumet
Mouthoumet (okcitansko Motomet) je naselje in občina v južnem francoskem departmaju Aude regije Languedoc-Roussillon. Leta 2006 je naselje imelo 106 prebivalcev.

## Geografija
Kraj leži v pokrajini Languedoc 70 km jugovzhodno od središča departmaja Carcassonna.

## Uprava
Mouthoumet je sedež istoimenskega kantona, v katerega so poleg njegove vključene še občine Albières, Auriac, Bouisse, Davejean, Dernacueillette, Félines-Termenès, Lairière, Lanet, Laroque-de-Fa, Massac, Montjoi, Palairac, Salza, Soulatgé, Termes, Vignevieille in Villerouge-Termenès s 1.349 prebivalci.
Kanton Mouthoumet je sestavni del okrožja Carcassonne.